# Aaata
Aaata,  rod kornjaša (Coleoptera) iz porodice krasnika (Buprestidae), potporodica Julodinae. Jedini predstavnik je vrsta Aaata finchi iz Baludžistana koju je opisao (Waterhouse, 1884).
Najveći je kukac u porodici krasnika koji naraste do 7 cm dužine ili više. 
Rod Aaata s rodovima Amblysterna Saunders, 1871, Julodella Semenov-Tian-Shanskij, 1893, Julodis Eschscholtz, 1829, Microjulodis Haupt, 1950 †, Neojulodis Kerremans, 1902 i Sternocera Eschscholtz, 1829 pripada potporodici Julodinae.
Znanstveni sinonim: Julodis finchi Waterhouse, 1884

## Vanjske poveznice
- ITIS Aaata